# كلية التربية المحويت
كلية التربية المحويت هي كلية تعليمية تابعة لجامعة صنعاء أنشئت في 1992م.

## لمحه عن الكلية
أنشأت كلية التربية المحويت كفرع من فروع كلية التربية في جامعة صنعاء منذ عام 1992م، وكان الغرض من إنشائها في مدينة المحويت غرضا متعدد الأهداف، هدف علمي أكاديمي يستوعب طلبة محافظة المحويت في إكمال دراستهم الجامعية التربوية، ويوفر الكوادر التدريسية المطلوبة في مكتب التربية والتعليم في المحافظة، وهدف اجتماعي من أجل نشر الوعي والثقافة السليمة في المجتمع المدني للمحافظة ، وهدف تنموي حضاري لمدينة المحويت ،وبدأت الدراسة فيها ككلية مستقلة، وكان عدد طلابها محدوداً في البداية بمئات من الطلبة والطالبات، في أقسام الرياضيات والفيزياء والتاريخ والفلسفة والدراسات الإسلامية واللغة الإنجليزية، ثم تطورت بأقسام الدراسات العربية والقراّن الكريم وعلومه والجغرافيا وقد قطعت الكلية شوطا كبيرا في مسيرة تحقيق أهدافها المذكورة، تسير الدراسة منذ نشأتها لدراسة البكالوريوس فقط، وفقاً لنظام الفصلين في العام. وقد تم إلغاء قسمي الدراسات الإسلامية والفلسفة من الكلية. وقد أصبحت مخرجاتها جلية الوضوح والحضور في أكثر من مجال من مجالات التنمية والتطور على مستوى مدينة المحويت وإقليمها الجغرافي الإداري.